# Brachirus annularis
Brachirus annularis är en fiskart som beskrevs av Fowler, 1934. Brachirus annularis ingår i släktet Brachirus och familjen tungefiskar. Inga underarter finns listade.